# 오가타 고린
오가타 고린(일본어: 尾形 光琳, 1658년 ~ 1716년 7월 20일)은 일본의 화가이다. 장식성이 두드러진 그림을 그렸다. 작품 중의 하나인 《제비붓꽃》은 2004년 11월에 새롭게 발행된 일본의 5000엔 지폐에 실려 있다.

## 생애
오가타 고린은 교토의 유복한 상인 가정에서 태어났다. 집안의 가업이었던 카리가네야는 도시의 귀족 여성을 위한 것이었으며 그의 아버지인 오가타 쇼켄에 의해 미술의 길에 들어서게 되었다. 오가타 고린은 오가타 쇼켄의 둘째 아들이었으며 동생인 오가타 겐잔 역시 화가로 활동했다. 오가타 코린은 가노파의 야마모토 쇼켄 아래에서 학습했다.
오가타 고린은 40세까지 독신으로 살았으며 1679년에 결혼을 하였다. 그의 아버지인 쇼켄은 1687년에 사망했으며 가업은 그의 형이 잇게 되었다. 이로 인해 오가타 고린과 그의 동생인 오가타 켄잔은 남겨진 유산을 자유롭게 활용할 수 있었다. 또한 이 시기 이후, 오가타 고린은 활동적인 사회 생활을 즐길 수 있게 되었다. 그러나 빌린 돈 때문에 재정적인 어려움이 따라오기도 했으며 이로 인해서 오가타 고린은 그가 가지고 있던 보물들 중 일부를 저당잡히기도 했다.
오가타 고린은 늦은 나이에 예술가로 활동했다. 1701년, 불교 예술가에서 세 번째로 높은 호츠교라는 지위를 얻게 된다. 1704년에는 에도로 이주했다. 이 시기에 제비꽃도의 제작을 시작했으며 잉크 미술에 대해 입문하게 되는 기회를 가지게 된다.
1709년에는 다시 교토로 돌아온다. 오가타 고린은 1712년, 신마치에 집을 지은 후 남은 여생을 그곳에서 보냈다. 오가타 고린의 명작인 지본금지착색홍백매도는 이 시기에 만들어졌다.
1716년 6월 2일, 오가타 고린은 59세의 나이로 사망했다. 그의 무덤은 교토에 있는 묘켄지사에 존재한다.